# Ponzano Monferrato
Ponzano Monferrato (Ponsan in piemontese) è un comune italiano di 328 abitanti della provincia di Alessandria, in Piemonte.

## Storia

### Simboli
Lo stemma del Comune si blasona:
(D.P.R. 4 settembre 1997)

## Monumenti e luoghi d'interesse
- Sacro Monte di Crea (Patrimonio Mondiale dell'UNESCO)

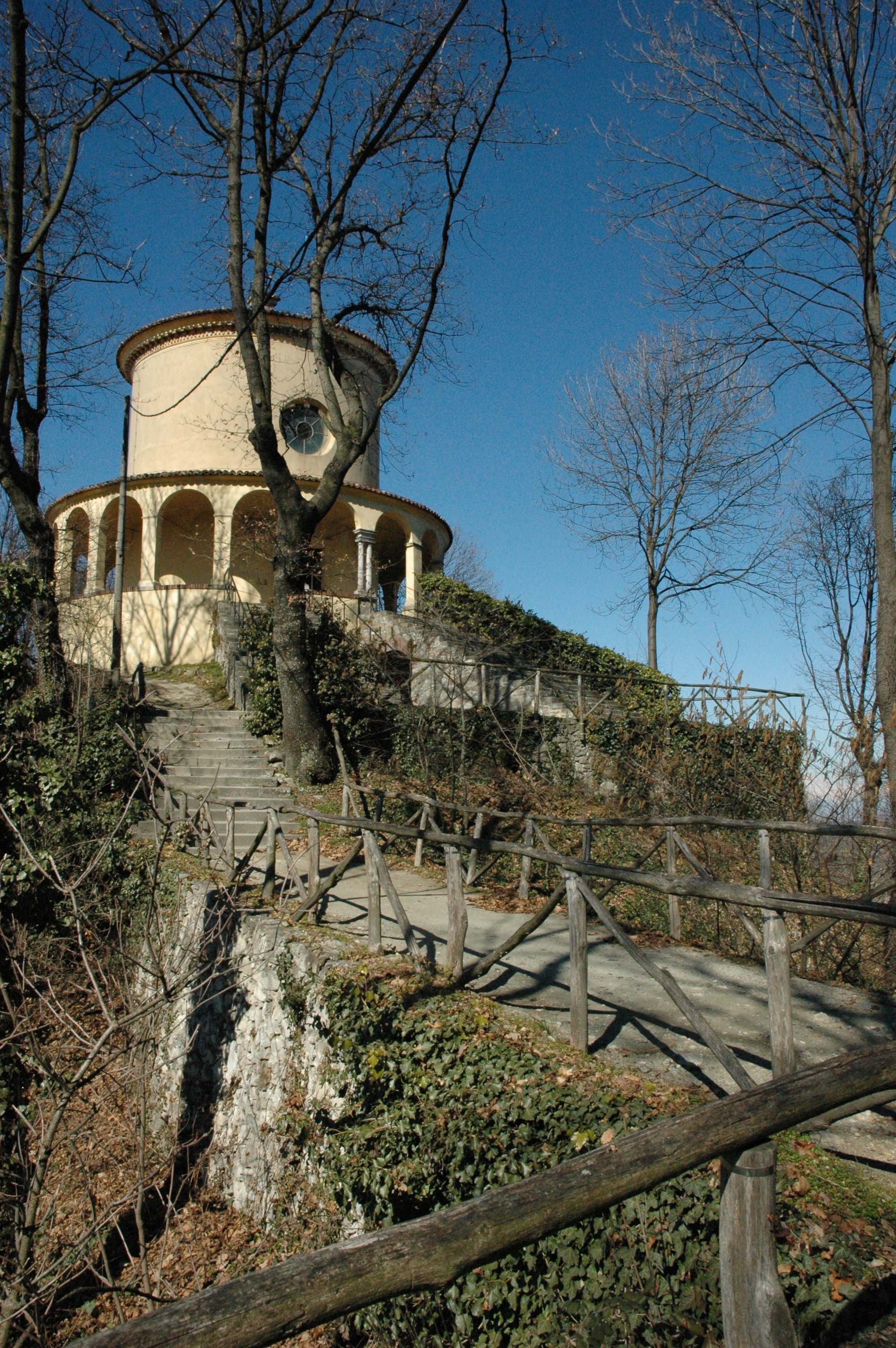
Sacro Monte di Crea Cappella del Paradiso
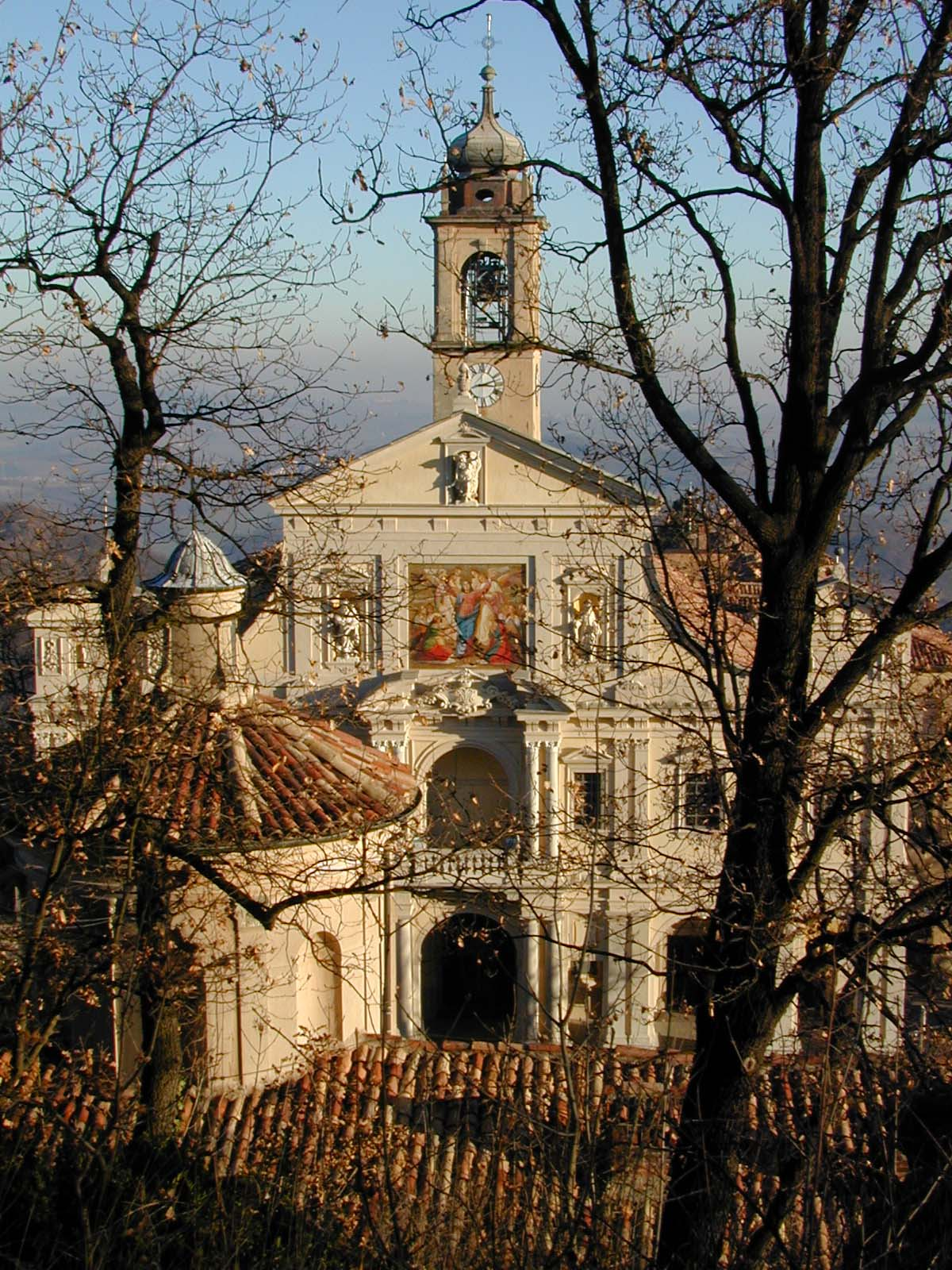
Sacro Monte di Crea Santuario
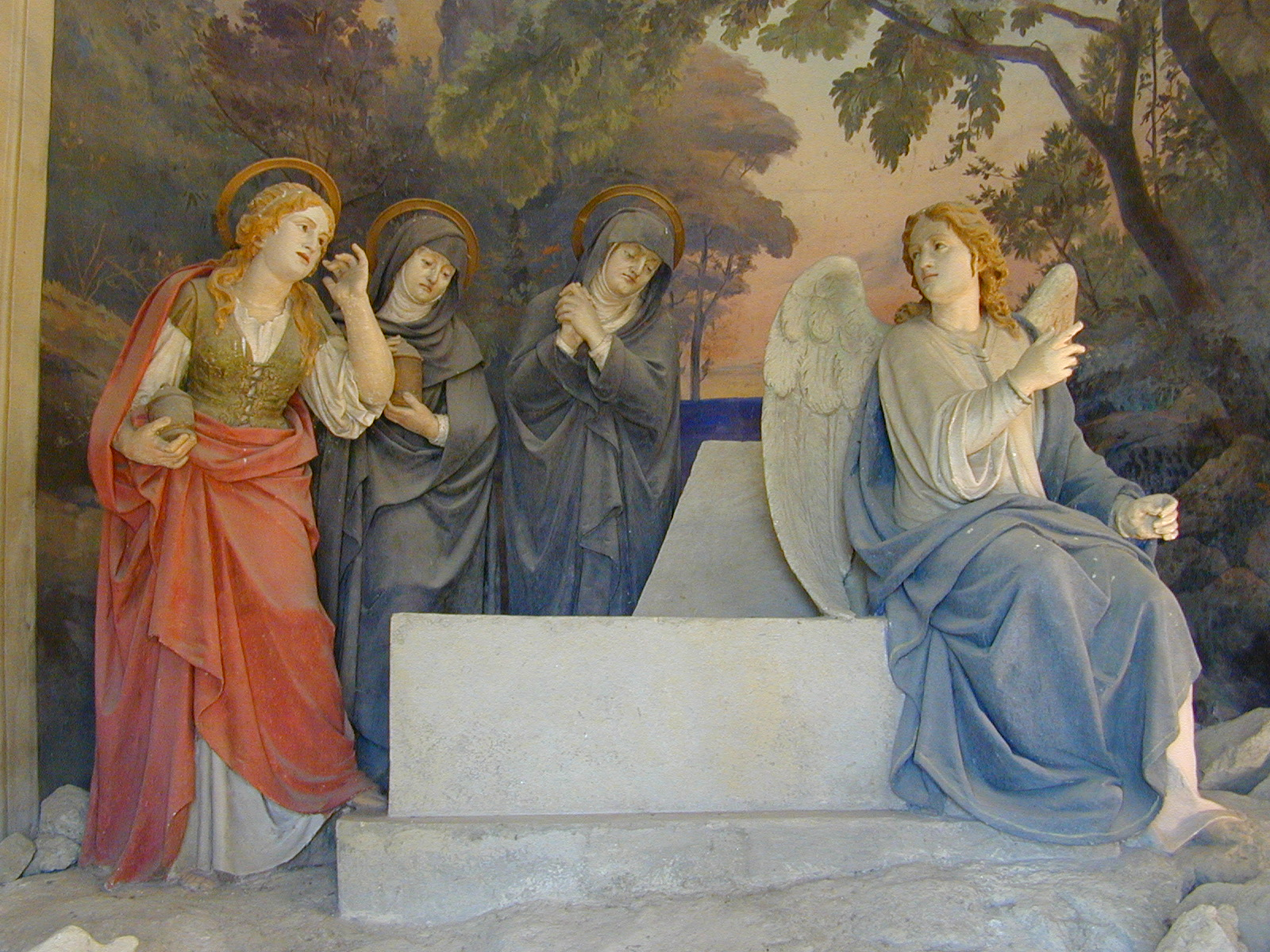
Sacro Monte di Crea Cappella 19 (La Resurrezione)

## Società

### Evoluzione demografica
Negli ultimi cento anni, a partire dal 1921, la popolazione residente si è ridotta di circa tre quarti dei suoi abitanti.
Abitanti censiti

## Geografia antropica

### Frazioni

#### Salabue

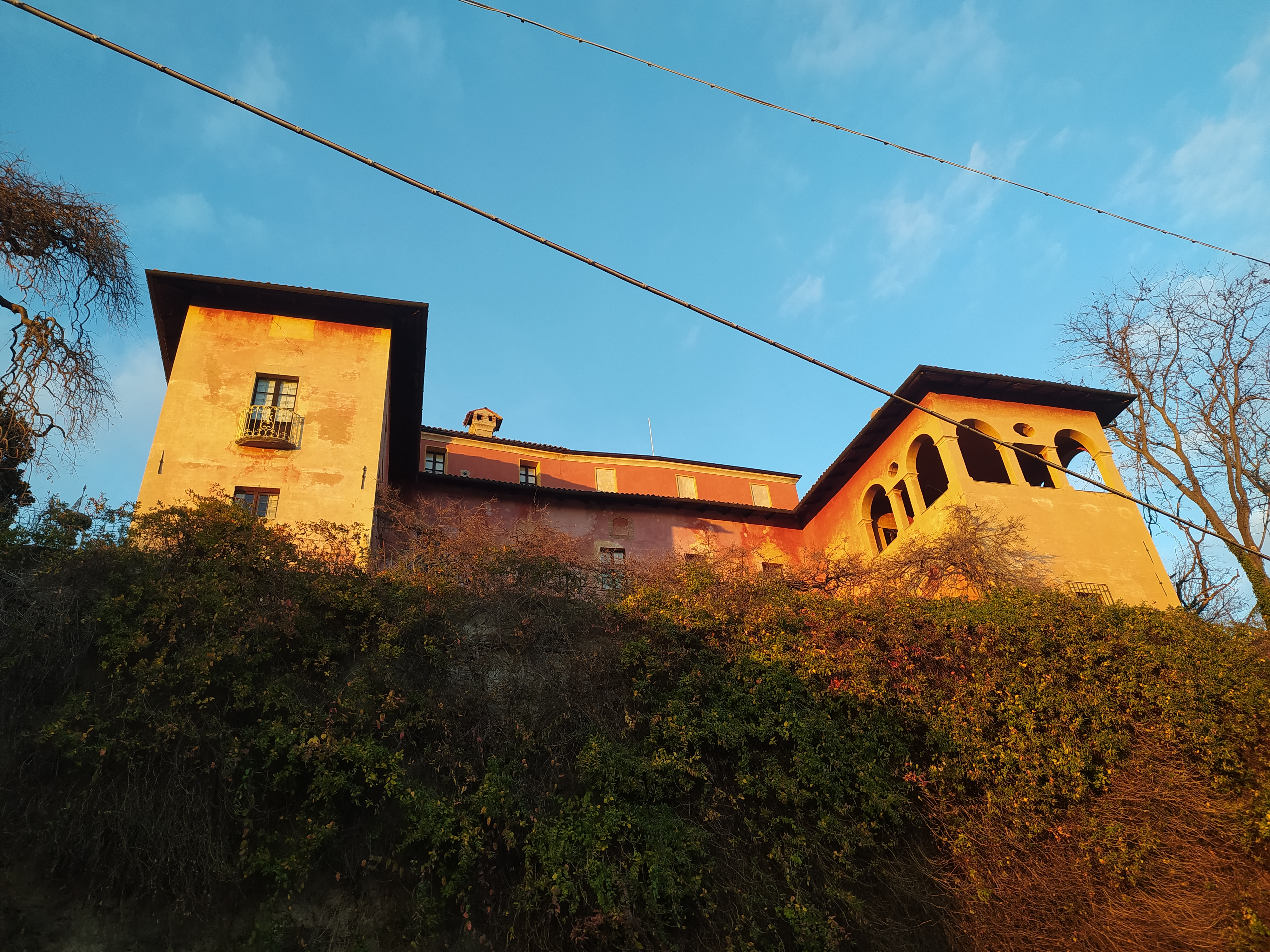
Veduta Castello di Salabue da ovest

Ponzano Monferrato ha un'unica frazione di 107 abitanti, Salabue, distante circa 1,6 km dal centro principale.
 Ospita il castello di Salabue, storica dimora dei signori del feudo omonimo, fra cui il celebre collezionista di strumenti musicali Ignazio Alessandro Cozio.

## Amministrazione
Di seguito è presentata una tabella relativa alle amministrazioni che si sono succedute in questo comune.
| Periodo        | Periodo        | Primo cittadino | Partito                              | Carica  | Note  |
| -------------- | -------------- | --------------- | ------------------------------------ | ------- | ----- |
| 28 maggio 1987 | 25 maggio 1990 | Sergio Biletta  | lista civica                         | Sindaco | [ 6 ] |
| 25 maggio 1990 | 24 aprile 1995 | Sergio Biletta  | lista civica                         | Sindaco | [ 6 ] |
| 24 aprile 1995 | 14 giugno 1999 | Sergio Biletta  | centro                               | Sindaco | [ 6 ] |
| 14 giugno 1999 | 14 giugno 2004 | Sergio Biletta  | lista civica                         | Sindaco | [ 6 ] |
| 14 giugno 2004 | 8 giugno 2009  | Bruno Tirone    | lista civica                         | Sindaco | [ 6 ] |
| 8 giugno 2009  | 26 maggio 2014 | Paolo Lavagno   | lista civica Lavagno sindaco         | Sindaco | [ 6 ] |
| 26 maggio 2014 | 26 maggio 2019 | Paolo Lavagno   | lista civica Costruiamo il futuro    | Sindaco | [ 6 ] |
| 26 maggio 2019 | 9 giugno 2024  | Paolo Lavagno   | lista civica Un progetto in...comune | Sindaco | [ 6 ] |
| 9 giugno 2024  | in carica      | Paolo Lavagno   | lista civica Lavagno sindaco         | Sindaco | [ 6 ] |

## Infrastrutture e trasporti
La Stazione di Ponzano Monferrato si trova nella frazione di Salabue sulla linea Castagnole-Asti-Mortara ed è stata soppressa nel 2003. A Ponzano Monferrato passa la SP19 che la collega a Serralunga di Crea passando per il Sacro Monte di Crea e la SP23 che da Ponzano Monferrato passa per Salabue e finisce presso la Strada statale 457.